# Hip hop norvegese
La cultura hip hop è un movimento culturale di origine afro-americana, composta da quattro discipline: MCing, DJing, writing e break dance. Questa cultura si diffuse nei paesi della Scandinavia, inclusa la Norvegia, all'inizio degli anni 1980 grazie alla break dance ed al Graffiti Writing, che trainarono l'esportazione della musica. Così con la crescita delle prime due discipline, un numero crescente di artisti di underground hip hop trovarono un certo successo all'interno del limitato pubblico del genere, nei tardi anni '80.  Tra questi vanno ricordati A-Team (più tardi Bolt Warhead) e Tommy Tee, che mise anche in commercio una fortunata rivista di settore chiamata Fat Cap ed un programma radiofonico dal titolo Strictly Hip Hop (successivamente The National Rap Show).
La prima metà degli anni 1990 videro artisti come Warlocks, Ellers Det, Captain Anarad e Dream Of Utopia cercare di arrivare al successo, seppur con risultati piuttosto magri. Nei tardi anni '90 ed all'inizio del XXI secolo latori di questo genere come Opaque, Darkside of the Force e Gatas Parlament salirono alla ribalta.  Tungtvann, Apollo, Klovner i Kamp, Spetakkel, OnklP, Karpe Diem ed altre crew di hip hop in lingua norvegese raggiunsero un certo successo presso il grande pubblico, ritagliandosi una loro popolarità all'inizio del nuovo millennio.